# New Radiant
Le New Radiant Sports Club (en maldivien : ނިއުރޭޑިއަންޓް ސްޕޯޓްސް ކްލަބް), plus couramment abrégé en New Radiant, est un club maldivien de football fondé en 1979 et basé à Henveiru, quartier de Malé, la capitale de l'archipel.
| \| - Championnat des Maldives (12) : - Champion : 1987, 1990, 1991, 1995, 1997, 2004, 2007, 2012, 2013, 2014, 2015 et 2017. - Vice-champion : 2005 et 2011. - Coupe des Maldives (12) : - Vainqueur : 1987, 1990, 1991, 1996, 1997, 1998, 2001, 2005, 2006, 2007, 2013 et 2017. - Finaliste : 1988, 1990, 1995, 1999, 2002, 2008, 2010 et 2014. \| \| - Supercoupe des Maldives : - Finaliste : 2006. \| |  |                                                 |
| - Championnat des Maldives (12) : - Champion : 1987, 1990, 1991, 1995, 1997, 2004, 2007, 2012, 2013, 2014, 2015 et 2017. - Vice-champion : 2005 et 2011. - Coupe des Maldives (12) : - Vainqueur : 1987, 1990, 1991, 1996, 1997, 1998, 2001, 2005, 2006, 2007, 2013 et 2017. - Finaliste : 1988, 1990, 1995, 1999, 2002, 2008, 2010 et 2014.                                                             |  | - Supercoupe des Maldives : - Finaliste : 2006. |

## Personnalités du club

### Présidents du club
- Ali Waheed

### Entraîneurs du club
- Ángel Pérez García
- Nikola Kavazović
- Sobah Mohamed